# 呂西安·克雷爾格
呂西安·克雷爾格（法語：Lucien Clergue，1934年8月14日—2014年11月15日）是法國攝影藝術家、作家和電影製片人，同時也是著名藝術家巴勃羅·畢卡索和導演尚·考克多的好友，以及歐洲著名的亞爾國際攝影節創辦者。其早期作品的主題主要是以女性裸體和公牛為主，後來則轉而致力於片段攝影。他在好友畢卡索與考克多的幫助下於1958年出版第一本攝影集《難忘的人體》（Corps mémorable），至今則出版了近80本專書並且在世界各地舉辦數百場展覽。克雷爾格在法國大力提倡攝影作為藝術創作的地位，成功促使得攝影作品得以在博物館內進行展示。同時他除了與朋友米歇爾·圖尼埃和讓-毛裏斯·魯蓋特共同在亞爾創辦國際攝影節外，同時在法國普通大學與美術學院教導攝影課程。他也是首位入選成為巴黎法蘭西藝術院院士的攝影師，並且自2013年開始擔任法蘭西藝術院主席。

## 發展

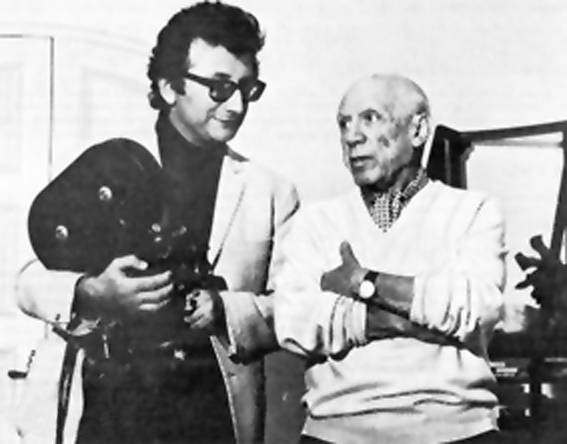
呂西安·克雷爾格和巴勃羅·畢卡索。

呂西安·克雷爾格在1934年8月14日時出生於法國南部歷史悠久的小城亞爾，父母親從事零售商工作。在7歲時克雷爾格在母親地唆使下學習演奏小提琴，希望克雷爾格能夠成為一名作曲家。而克雷爾格也表示在14歲時聽到德國作曲家約翰·塞巴斯蒂安·巴赫的音樂後，便對於投入藝術領域有所興趣。但在經過幾年地教導後他的老師坦承已經沒有可以傳授的東西，而儘管克雷爾格在音樂上具有天份、但是受到家裡的經濟環境影響使得他不能夠進入音樂學院就讀。到了青少年時期，受到第二次世界大戰爆發的影響使得克雷爾格童年生活十分困苦，16歲時他就必須進入工廠工作以維持生活開銷。在1952年時，他被迫輟學而與病重的母親共同居住在廢墟中，最後他的母親於同年逝世。
此時期克雷格爾主要藉由自修豐富自己的學識，並且自1949年開始學習有關攝影的基礎知識。很快地他便熟知機械的操作並且使用母親在他13歲時所送的老舊照相機拍攝其早期作品。克雷爾格早期創作受到過去曾居住在亞爾的畫家文森·梵谷的影響，第一批作品便是在穿越亞爾的隆河河畔上拍攝。這時他也結識了作家讓-瑪莉·馬格南（Jean-Marie Magnan），因而得以慢慢知道法國首都巴黎的藝術氛圍。1953年時，克雷爾格次在亞爾進行的鬥牛場合上設法接近當時已經十分著名的西班牙藝術家巴勃羅·畢卡索，並且向他展示自己的攝影作品。對此畢卡索給予其作品極大的讚賞，並且要求之後能夠看到更多克雷爾格的作品。同年克雷爾格獨自在西班牙南部安達魯西亞旅行，並且將拍攝的照片投稿刊登於法國南部報紙以賺取繼續從事攝影工作的旅費。而在往後1年半的時間內，年輕的克雷爾格繼續從事攝影創作並且將許多作品寄給畢卡索。
在此期間在他創作了一系列以不停旅行的街頭表演、特技和丑角工作人員為主題、結合第二次世界大戰後亞爾當地廢墟和屍體為背景的作品，對此他將這系列照片命名為《賣藝人家》（Saltimbanques）。另外他還以腐肉為主題同樣拍攝了一系列的照片，以及推出一系列由50名演員扮演凱撒而成的肖像，因而獲得一定的名聲。1955年11月4日，呂西安·克雷爾格前往派訪人在法國坎城的畢卡索並且獲得後者熱烈歡迎。之後他們的友誼持續了近30年，直到畢卡索於1973年逝世為止。克雷爾格在這段期間為畢卡索拍下許多畫室創作及生活起居的個人影像紀錄，後來更為這段友情出版了自傳作品《我的朋友畢卡索》（Picasso My Friend）以重新回顧兩人之間的重要時刻。而克爾雷格自己也經常前往拍攝廢墟、鬥牛之情況，並且以生命與死亡作為其攝影藝術的主要題目，而法國存在主義哲學家尚-保羅·沙特也對於其之後的藝術創作有所影響。另外他還拍攝一系列居住在法國南部的羅姆人照片，並且與法國佛朗明哥吉他手曼尼達斯·德·普拉塔也在此時相識，並且透過影像紀錄的方式使得後者得以在國際上成名。

## 攝影

### 作品發表

呂西安·克雷爾格其攝影作品集《波浪的誕生》（Née de la vague）的照片創作，可以看見作品中強烈對比之明暗呈現。

1956年時，克雷爾格在巴黎經過畢卡索的介紹結識了法國電影導演尚·考克多，並且在故鄉附近的卡馬爾格自然保護區海灘上拍攝作品。此時其人體攝影品受到美國攝影師愛德華·韋斯頓的影響，並且被業界稱作「重新定義了人體攝影的里程碑式作品」而為其帶來更大的名望，至此克雷爾格開始嘗試其非裸攝影風格之作品。然而由於部分照片將可以明顯辨識出人臉，因此這些照片在法國視為色情而被列為非法項目。
隔年希格斯（Seghers）出版社則為出版第一本攝影作品集《難忘的人體》（Corps mémorable），作品集主要以海浪與女體影像為主題，並且搭配詩人保爾·艾呂雅的詩句、尚·考克多的導讀與巴勃羅·畢卡索的封面插畫。
到了1958年時，克雷爾格則分別在瑞士蘇黎世的蘇黎世市立美術館舉辦首次個人展覽，之後則更進一步前往德國科隆展覽。1960年，克雷爾格則在法國巴黎歌劇院舉辦攝影作品展覽。到了1961年時，紐約現代藝術博物館攝影主任愛德華·史泰欽公開表示購買克雷爾格的10件攝影作品進行收藏。同一年還安排其和愛德華·史泰欽、比爾·布蘭特和石元泰博共同舉辦攝影聯展《第歐根尼》，也因為這次重要展覽使得克雷爾格在國際攝影界獲得一定地位。1968年時，克雷爾格出版了其第二本攝影作品集《波浪的誕生》（Née de la vague），內容則是以海洋與女體影像為主，這個作品集也成為其最重要的作品。
克雷爾格的作品主要以強烈明暗、獨特的構圖視角以及現實和反思等攝影手法，並且透過光影變化的圖像呈現出具有詩意的主題。這使得其裸體攝影等創作往往被視為超現實主義攝影作品，而一些評論則認為其作品的抽象表現風格可能是源自於畢卡索的影響。其中畢卡索與考克多對於呂西安·克雷爾格的作品所包含的藝術性極為重視，考克多便形容克雷爾格為「用照相機寫詩的人」；而畢卡索在1950年代開始便認定其具有藝術才華，並且將之構圖和做法與畫家愛德華·馬奈以及皮耶-奧古斯特·雷諾瓦相互比較。

### 其他工作
1959年，克雷爾格曾經和畢卡索共同前往參與尚·考克多的電影《奧菲斯的遺囑》之製作工作，期間擔任客座攝影師並且為考克多的拍攝工作進行紀錄。到了1965年時，克雷爾格完成其生平第一部電影短片《鬥牛士之劇》（Le Drame du taureau），之後他以這片獲得路易·盧米埃獎。1968年時他則執導拍攝了《三角洲鹽地》（Delta de sel），並且獲得1968年坎城影展、奧斯卡金像獎以及英國電影學院獎提名。1967年時，畢卡索則成為成為呂西安·克雷爾格的女兒奧莉維亞·克雷爾格（Olivia Clergue）的教父。而到了1971年，克雷爾格則為了朋友畢卡索拍攝了紀錄片《畢卡索：戰爭、愛與和平》（Picasso, War, Love and Peace）。
成名後的克雷爾格也從事雜誌投稿和書籍插畫的工作，因此曾和伊夫·納瓦爾有過合作關係。而這時呂西安·克雷爾格不斷在法國提倡攝影應該被視為獨立一門藝術，並且與過去油畫、版畫和雕塑並行。儘管在當時絕大部分人士並不認同這一想法，然而克雷爾格的女兒安·克雷爾格（Anne Clergue）在呂西安·克雷爾格死後表示其一生「為了讓法國認同攝影為一門藝術而奮戰不懈」。在1965年5月28日時他向擔任亞爾雷亚蒂博物馆策展人的歷史學者讓-毛裏斯·魯蓋特建議應創設攝影部門，而這也使得該博物館成為法國第一座同意展示並且收藏攝影藝術的藝術博物館，而許多著名的攝影師基於朋友交情也捐贈給兩人不少攝影作品。

## 成名

### 亞爾攝影節

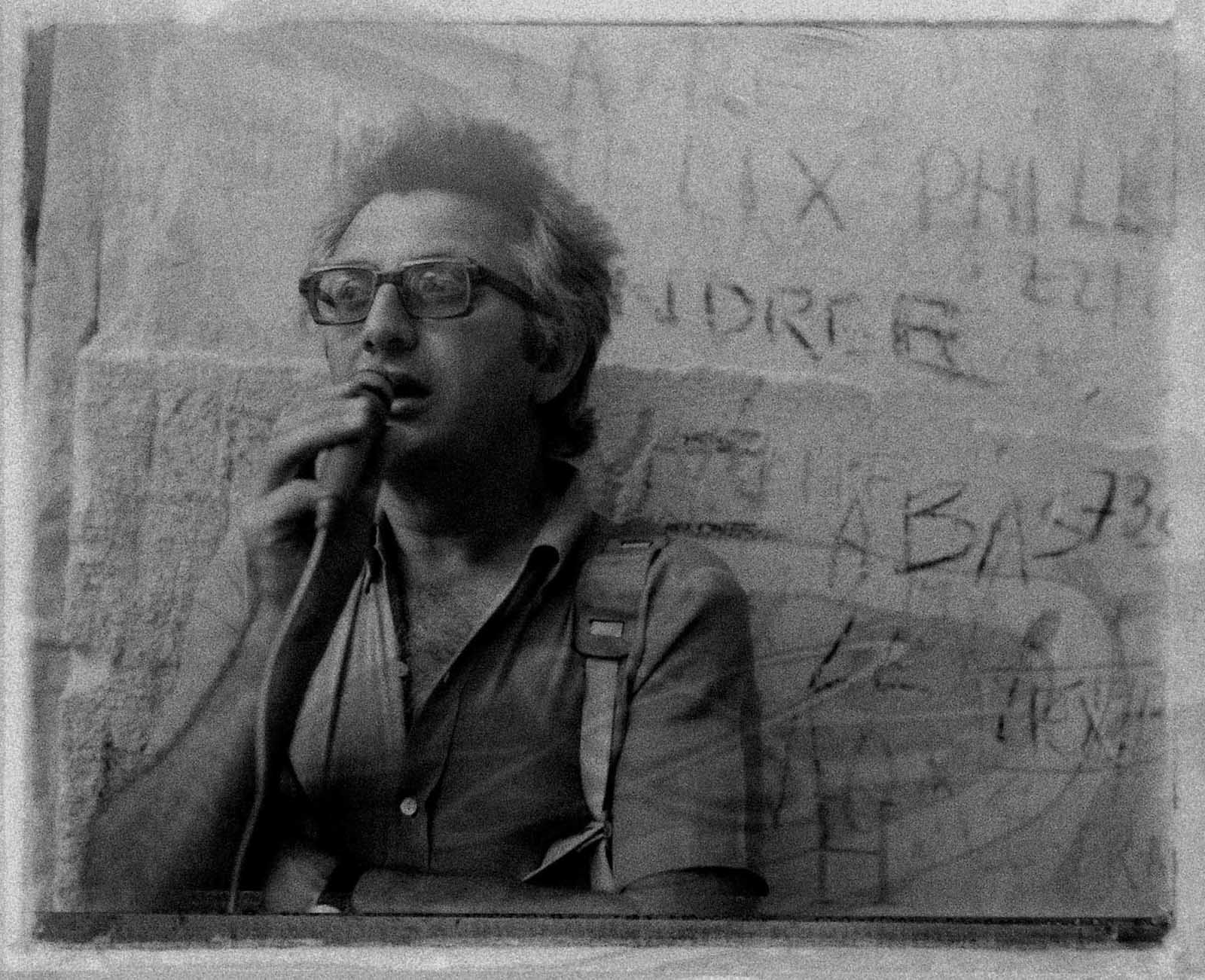
呂西安·克雷爾格在普羅旺斯地區萊博發表演講。

1968年時，克雷爾格更進一步和他同樣出生於亞爾的朋友米歇爾·圖尼埃、讓-毛裏斯·魯蓋特共同提議創辦了亞爾國際攝影節。當時法國社會秩序受到同年爆發的五月風暴影響而受到強烈衝擊，對於文化與藝術活動也產生了新的需求。而在這之前儘管法國有類似的文藝活動，但是並沒有專門把主題放在攝影創作上的展覽。其中克雷爾格認為攝影活動在往後仍有許多發展潛力，因此在幾乎沒有預算和場合的情況下計畫舉辦攝影節活動。1969年時他擔任了亞爾藝術節的藝術總監職務，並且開始規劃亞爾國際攝影節的進行。
到了1970年在亞爾市政府的大力支持後，克雷格爾利用城裡的各地古蹟和閒置空間作為影像展示場所，並且運用朋友關係邀請著名美國攝影師安塞爾·亞當斯、安德烈·柯特茲和羅伯特·梅普爾索普、日本攝影師西江英公等人前往亞爾發表作品。後來活動發展為每年7月中旬至9月中旬在亞爾定期舉行的國際攝影節活動，對此40年間克雷爾格也對於活動持續舉辦表達支持。之後亞爾國際攝影節也開始與一些法國或者國際上其他博物館和機構合作，在亞爾當地不同的歷史文化建築內舉辦攝影作品展覽。
今日亞爾國際攝影節結合類似音樂節的慶典作法，在活動期間會舉辦數十場攝影展覽、演講和工作坊等活動，並且以其所展示的原創攝影作品作為攝影節的主要焦點。這使得亞爾每年能夠吸引數千名遊客造訪，並且是今日歐洲規模最大且最具影響力的活動之一。其中克雷爾格在1971年至1973年、1975年、1979年、1982年至1986年、1989年、1991年、1993年、1994年、2000年、2003年和2007年的亞爾國際攝影節上提供並且展示自己的作品，並且持續25年長期擔任亞爾國際攝影節的執行藝術總監一職。另外他還多次向法國文化及通信部提出相關建議，並且成功順勢推動在1982年時建立亞爾國立高等攝影學院，他本人在1999年前也於此從事攝影教育工作。

### 各地活動
而自1971年開始克雷爾格經常前往世界各國拜訪，此時由於其作品才華、人際關係以及影響力極大等因素，而在世界各地都獲得相當程度上的敬重。其中他便曾前往美國與著名攝影師安塞爾·亞當斯以及愛德華·韋斯頓會面外，並且邀請兩人在1972年和1974年時前往亞爾、協助兩者分別舉辦大型攝影個展和多媒體晚會。1973年時，克雷爾格出版了名為《創世紀》（Genèse）的攝影作品集，其中共有50幅裸體女體與海洋波浪的黑白影像，並且搭配法國詩人聖瓊·佩斯的《海標》詩集內之詩句。而在1970年代期間，克雷爾格創作了一系列的黑白人體雕塑與組合造型為主題之作品，成為攝影影藝術史上被視為具有高度前衛性的系列影像。
自1976年開始，自學而成的克雷爾格先是在法國普羅旺斯大學任教。之後他還在紐約新學院擔任教授一職，同時他也經常應邀在哈佛大學等著名大學或者講座上發表演講。1978年時，克雷爾格獨自前往墨西哥與日本拜訪，並且在當年應德國大學的邀請教授攝影課程。不過一直到1979年其發表了畢業論文《沙灘語言》（Langage des sables）後才獲得普羅旺斯大學頒發攝影博士學位，但是這篇論文僅有表現光影的照片而沒有描述性文字，並且由羅蘭·巴特為此撰寫序文。到了1980年時，克雷爾格獲得法國文化及通信部頒發法蘭西藝術與文學勳章，而自此確立了克雷格爾在法國攝影界的重要地位。

## 晚年

### 獲得名望

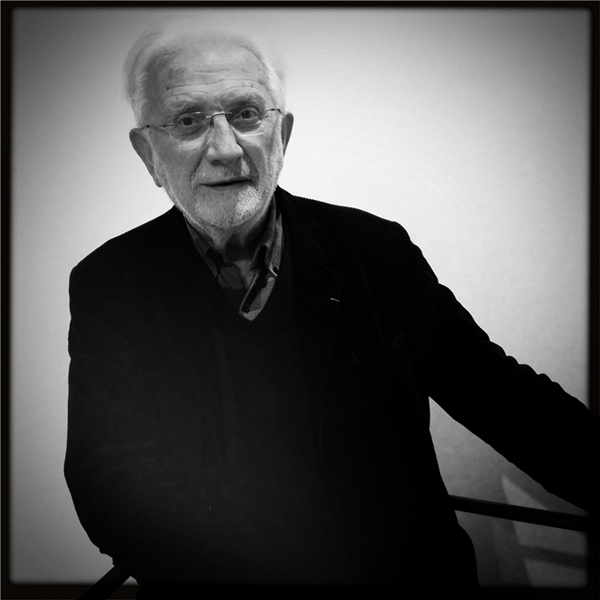
弗朗索瓦·貝施於2013年拍攝的呂西安·克雷爾格。

儘管成名後的克雷爾格先後遭到許多攝影界的批評，然而也有許多評論稱讚其攝影藝術表現、攝影組織事務以及國際策展規劃的能力；甚至認為由於天性適合社交活動讓他擁有許多藝術家朋友，而其攝影活動家的身分也比起攝影師更為引人注目。其中臺灣攝影師阮義忠便提到克雷爾格本身為優秀的策展人，並且提到：「克雷格爾非常靈光，反應之快，經常讓我跟不上。但他若非具備一等一的商業頭腦，恐怕也無法促成亞爾攝影節的誕生。」1981年時，他在美國紐約大都會藝術博物館建立100週年之際發表關於好友巴勃羅·畢卡索的講演。1985年時，他則紐約州的羅切斯特舉辦了首次回顧展。而在1990年代後克雷爾格開始退出亞爾國際攝影節的具體事務工作，但是在藝術節當中仍然被視為重要的精神領袖。之後克雷爾格將重心放在攝影創作上，並且開始關注抽象人體與鬥牛等主題上。
克雷爾格的照片作品晚年獲得許多知名的博物館和私人收藏家收藏，這包括有法國國家圖書館、福克旺博物館、現代藝術博物館、路德維希博物館和雷亚蒂博物馆等。其攝影作品也在世界各地舉辦超過100個展覽，而許多博物館也曾經為其舉辦大型作品陳列展，這包括有美國福格藝術博物館和波士頓美術館等。另外他在美國紐約韋斯特伍德畫廊（Westwood Gallery）對於有關尚·考克多照片進行首次展覽後，除了在2001年時發表了書籍、這些照片之後也出版了專書《L·克雷爾格、尚·考克多和奧菲斯的遺囑：攝影集》（L. Clergue, Jean Cocteau and the Testament of Orpheus: The Photographs）改在法國芒通的尚·考克多博物館永久陳列。而在2002年時，他則是在畢卡索生前於巴黎的畫室舉辦畢卡索肖像展。

### 晚年活動
呂西安·克雷爾格在2000年時獲得日本東川獎，並且於2003年時獲頒法國榮譽軍團勳章，另外他也在同一年出版了作品集《詩歌攝影》（Poésie Photographique）。2004年亞爾國際攝影節創辦35週年之際則為其舉辦展覽，藉此向剛滿70歲的呂西安·克雷爾格致敬。2006年，克雷爾格在美國加利福尼亞州西好萊塢的路易斯·斯特恩美術館舉辦《呂西安·克雷爾格—50年攝影作品與近期作品回顧展》，並且還擔任當年度洛杉磯國際攝影藝術展的特別發言人。而在2006年5月31日時，他則當選成為法蘭西學會轄下的法蘭西藝術院院士之一。其中克雷爾格被納入在2005年時才剛新成立的攝影組別內，並且成為首位致力於攝影工作而進入法蘭西藝術院的攝影師。
而在2007年10月10日時他更成為攝影組別首席，並且在致詞時表示希望能夠建立完善的攝影歷史，而他在晚年也開始以鬥牛士、女性裸體與美術館畫作重疊的彩色影像進行實驗。另外他2007年時，還獲頒美國露西獎。同年亞爾國際攝影節舉辦了大型回顧展《呂西安·克雷爾格，53年的攝影生涯展示》，其中展示了他在1953年至2007年期間攝影行動、共計收錄360件作品和個人收藏照片。2008年時，克雷爾格在奧地利維也納的維也納藝術之家和德國明斯特的巴勃羅·畢卡索版畫博物館舉辦《呂西安·克雷爾格—魔術與神話》回顧展。2009年時，克雷爾格在路易斯·斯特恩美術館舉辦展覽《呂西安·克雷爾格—親密的畢卡索》，並且和法國攝影師楊·亞祖－貝彤在巴黎的瑪摩丹美術館聯合舉辦展覽。2011年時，克雷爾格則是前往莫斯科舉辦的第七屆莫斯科國際電影節進行展覽。在2013年時，他則擔任了巴黎法蘭西藝術院主席。2014年11月15日，長期久病的克雷爾格在法國加爾省省會尼姆的住家中因病逝世，享壽80歲。對此前法國文化及通信部部長賈克·朗表示：「攝影之家法國，已經失去了一位能夠將該藝術散布世界各處的偉大大使。」

## 家庭
呂西安·克雷爾格的妻子為藝術策展人約蘭德·克蕾格（Yolande Clergue），她同時也是梵谷亞爾基金會的創辦人。另外他還育有安·克雷爾格（Anne Clergue）和奧莉維亞·克雷爾格（Olivia Clergue）兩個女兒，並且由畢卡索擔任奧莉維亞的教父。安後來在李歐·卡斯特裡畫廊從事當代藝術策展人工作，而奧莉維亞則是擔任手提袋時裝設計師。

## 外部連結
- （法文） Lucien Clergue* （法文） Le site officiel d'Anne Clergue（页面存档备份，存于）
- （英文） Exposare（页面存档备份，存于）
- （英文） Lucien Clergue（页面存档备份，存于）